# Finestre sull’Arte
Finestre sull’Arte ist eine italienische online-Kunstzeitschrift, die sich der Kunst des Altertums und der zeitgenössischen Kunst sowie der Kulturpolitik widmet. Es ist das einzige Kunstmagazin, das ein abobasiertes Archiv in Italien anbietet. Es veröffentlicht durchschnittlich zehn Artikel pro Tag, darunter Rezensionen, Analysen, Kritiken und Informationen über Ausstellungen und Veranstaltungen. Ziel ist es, sowohl ein Instrument für allgemeines als auch spezialisiertes Kunstwissen zu sein. Seit 2024 werden die Artikel auch auf Englisch, Französisch, Deutsch und Spanisch veröffentlicht.

## Geschichte
Finestre sull’Arte wurde 2009 von den Journalisten Federico Giannini und Ilaria Baratta gegründet, zunächst als Podcast zur Kunstgeschichte. 2012 wurde Finestre sull’Arte in einen Blog umgewandelt. 2015 gewann es den Silvia-Dell’Orso-Preis für herausragende historische und künstlerische Öffentlichkeitsarbeit.
Im Juni 2017 wurde Finestre sull’Arte als registrierte Zeitung neu gegründet. Seit 2018 erscheint die Zeitschrift vierteljährlich mit 178 Seiten und ist im Abonnement erhältlich. Seit 2022 kann die Druckausgabe auch in den Buchhandlungen der Uffizien in Florenz und des MAXXI in Rom gekauft werden.
Im Jahr 2019 nahm Finestre sull’Arte an „Matera 2019: l’Open Future delle imprese italiane“ teil, einer von Confindustria geförderten Initiative, die fünfzig italienische Unternehmen nach Matera, die Europäische Kulturhauptstadt 2019, brachte. Die Unternehmen wurden aufgrund ihrer Fähigkeit ausgewählt, Schönheit, Ausgeglichenheit und Technologie zu fördern.
Im Jahr 2021 war die Zeitung Medienpartner der Ausstellung „Il Corpo e l’Anima, da Donatello a Michelangelo. Scultura italiana del Rinascimento“ im Castello Sforzesco in Mailand. Im selben Jahr war sie auch Medienpartner des Online-Kurses „L’Arte è Vita“, der von Alessandra Montalbetti für die Peggy Guggenheim Collection organisiert wurde; 2022 arbeitete sie mit der Ausstellung „Caroto e le arti tra Mantegna e Veronese“ in Verona im Gran-Guardia-Palast zusammen.
Im Jahr 2023 war Finestre sull’Arte Medienpartner mehrerer Ausstellungen, darunter „Morandi 1890–1964“ in Mailand im Königspalast, „Bertozzi & Casoni. Tranche de vie“ in Imola in den drei öffentlichen Museen der Stadt und „I Fasti di Elisabetta Farnese. Ritratto di una Regina“ in der Herzogskapelle des Palazzo Farnese.
Im Jahr 2023 produzierte und veröffentlichte die Zeitung die Webserie „Pillole di Perugino“. Dieses Projekt, an dem der Kunsthistoriker und Vermittler Jacopo Veneziani mitwirkte, ist Teil der Initiativen zur Verbreitung des Wissens über die Figur und das Werk von Perugino. Das Projekt „Pillole di Perugino“ wurde vom Organisationskomitee für die Feierlichkeiten zum fünfhundertsten Todestag des Malers Pietro Vannucci, genannt „il Perugino“, ausgewählt, das 2022 vom Kulturministerium gegründet wurde.
Im Jahr 2021 waren Daniele Rocca und Federico Giannini die Autoren des Dokumentarfilms Le Mani dell’Arte, der auf Rai 5 im Rahmen des Programms Art Night ausgestrahlt wurde.

## Mitarbeiter und Autoren
Im Laufe der Jahre haben zahlreiche nationale und internationale Historiker, Kritiker und Kuratoren mit Finestre sull’Arte zusammengearbeitet, darunter Vittorio Sgarbi, Hans-Ulrich Obrist, Tiziano Scarpa, Jacopo Veneziani, Giuseppe Adani, Lorenzo Balbi, Renato Barilli, Fabio Cavallucci, Maurizio Cecchetti, Vittoria Coen, Michele Cuppone, Enrico Maria Dal Pozzolo, Sandro Debono, Fabrizio Federici, Antonio Lampis, Camillo Manzitti, Luca Rossi, Maurizio Vanni und Bruno Zanardi.

## Inhalte und Rubriken
Die Zeitschrift enthält folgende Rubriken:
- Werke und Künstler: Detaillierte Artikel über einzelne Kunstwerke und alte sowie zeitgenössische Künstler
- Ausstellungskritiken: Kritische Betrachtungen von Ausstellungen im ganzen Land
- Reisenotizbücher (seit 2020): Artikel über weniger bekannte Orte und Kulturschätze[2]
- Design-Kollektionen (seit 2023): Einblicke in Design und zeitgenössisches Wohnen[3]

## Auszeichnungen und Ehrungen
- Silvia-Dell’Orso-Preis[4] (2015): Beste italienische Initiative zur historischen und künstlerischen Öffentlichkeitsarbeit.
- Teilnahme an „Matera 2019: l’Open Future delle imprese italiane“.[5]

## Medienpartnerschaften und Kooperationen
- Medienpartner mehrerer Ausstellungen, darunter „Il Corpo e l’Anima, da Donatello a Michelangelo“ (2021)[6]
- Medienpartner des Online-Kurses „L’Arte è Vita“ (2021)[7]
- Medienpartner der Ausstellung „Caroto e le arti tra Mantegna e Veronese“ (2022)[8]
- Medienpartner der Ausstellung „Morandi 1890–1964“ (2023)[9]
- Medienpartner der Ausstellung „Bertozzi & Casoni. Tranche de vie“ (2023)[10]
- Medienpartner der Ausstellung „I Fasti di Elisabetta Farnese“ (2023)[11]

## Produktionen
- Webserie Pillole di Perugino (2023): Ein Projekt zur Verbreitung von Wissen über die Figur und das Werk von Perugino[12]
- RAI-Dokumentarfilm Le Mani dell’Arte (2021): Ausgestrahlt auf Rai 5 im Rahmen des Programms Art Night[13]